# Lollipop Kingdom
『Lollipop Kingdom』（ロリポップ・キングダム）は、SuGメジャー3枚目のアルバム。 2012年4月25日にポニーキャニオンから発売された。

## 解説
キャッチコピーは進化する3D音楽 砂糖菓子の王国で起こる、最高に不完全なラブストーリー。
前作同様3タイプでのリリース。変形サイズで3939セット限定盤"3939 BOX"、普通サイズの限定盤"Limited Edition"、CDのみの通常盤"Standard Edition"。
3939 BOXにはブックレット「Lollipop Kingdom -episode 0-」、特製トレーディングカードホルダー付。
Limited Editionには全20ページのフォトブック「Lollipop Kingdom」付。
Standard Editionには初回生産分のみトレーディングカード付（10種のうち1種）。また、Standard EditionのみCDの収録曲が1曲多い。
発売後の5月1日からSuG TOUR 2012「The Lollipop Kingdom Show」がスタート。また5月27日からはSuG ASIA TOUR 2012「The Lollipop Kingdom Show」がスタートし、韓国や香港、台湾でライヴを行った。その後6月17日中野サンプラザでツアーが終了した。7月12日にはARENA37℃からツアーのドキュメントブック「The Lollipop Kingdom Show」が発売。
同年7月28日には前作同様Vo.武瑠がアルバムの内容を執筆した小説「Lollipop Kingdom」が発売された。

## 収録曲

### 3939 BOX
CD
1. Lollipop Kingdom　[2:49]
  - タイトル曲。
2. Pastel Horror Yum Yum Show　[5:11]
  - ミュージックビデオが制作され、3939 BOX及びLimited EditionのDVDに収録されている。
3. ☆Gimme×Gimme☆　[3:44]
  - メジャー5thシングル。
4. Toy Soldier　[4:06]
  - メジャー6thシングル。
5. No! More! War!　[4:13]
6. crispy.　[4:18]
7. Howling Magic　[3:43]
  - ミュージックビデオが制作され、Limited EditonのDVDに収録されている。
8. sleazy ARMY blood　[3:09]
9. yellow strider　[1:29]
10. SWEET COUNT DOWN -Album ver.-　[3:08]
  - 「不完全Beautyfool Days」カップリング。
11. きたないことば　[6:23]
12. 不完全Beautyfool Days　[4:11]
  - 先行シングル。メジャー7thシングル。
13. DOKI DOKI TV CREW　[4:21]
14. Fancy Cake Yum Yum Show　[4:18]

DVD
- Pastel Horror Yum Yum Show MV
- Lollopop Kingdom メンバーインタビュー
- 39GalaxyZ only Live ADDICT Vol.1　（恵比寿Liquid Room/2011.12.24）
- Chakulza CD映像
- Chakulza CD撮影舞台裏　（タイ）

### Limited Edition
CD
3939 BOXと同内容
DVD
- Pastel Horror Yum Yum Show MV
- Pastel Horror Yum Yum Show MVメイキング
- Howling Magic MV
- Howling Magic MVメイキング

### Standard Edition
1. Lollipop Kingdom　[2:49]
2. Pastel Horror Yum Yum Show　[5:11]
3. ☆Gimme×Gimme☆　[3:44]
4. Toy Soldier　[4:06]
5. No! More! War!　[4:13]
6. crispy.　[4:18]
7. Howling Magic　[3:43]
8. sleazy ARMY blood　[3:09]
9. yellow strider　[1:29]
10. SWEET COUNT DOWN -Album ver.-　[3:08]
11. きたないことば　[6:23]
12. 不完全Beautyfool Days　[4:11]
13. DOKI DOKI TV CREW　[4:21]
14. Fancy Cake Yum Yum Show　[4:18]
15. ときどきすてきなこのせかい [3:48]
  - Standard Editionのみ収録。

## 品番
- 3939 BOX：PCCA-03587
- Limited Editon：PCCA-03588
- Standard Edition：PCCA-03589